# Prix Simion-Stoilow
Le Prix Simion Stoilow (en roumain : Premiul Simion Stoilow) est une distinction décernée par l’Académie roumaine pour des résultats en mathématiques. Il est nommé en l'honneur du mathématicien roumain Simion Stoilow .
Le prix est attribué soit pour un travail mathématique, soit pour un cycle d'œuvres. Il est composé d'une bourse de 30 000 lei et d'un diplôme. Le prix est décerné annuellement et il a été fondé en 1963. Les prix de l'Académie roumaine pour une année donnée sont décernés deux ans plus tard.

## Lauréats
Les lauréats du prix Simion Stoilow sont  : 
- 2018: Iulian Cîmpean[2]
- 2017: Aurel Mihai Fulger[3]
- 2016: Arghir Dani Zărnescu[4]
- 2015: Non décerné
- 2014: Florin Ambro[5]
- 2013: Petru Jebelean[6]
- 2012: George Marinescu[7]
- 2011: Dan Timotin[8]
- 2010: Laurenţiu Leuştean; Mihai Mihăilescu[9]
- 2009: Miodrag Iovanov; Sebastian Burciu[10]
- 2008: Nicolae Bonciocat; Călin Ambrozie[11]
- 2007: Cezar Joiţa; Bebe Prunaru; Liviu Ignat[12]
- 2006: Radu Pantilie[13]
- 2005: Eugen Mihăilescu, pour "Estimates for the stable dimension for holomorphic maps"; Radu Păltănea, pour le cycle de travaux "Approximation theory using positive linear operators" [14]
- 2000: Liliana Pavel, pour le livre Hipergrupuri (" Hypergroupes ") [15]
- 1995: pas de prix
- 1994: pas de prix
- 1993: pas de prix
- 1992: Florin Radulescu
- 1991: Ovidiu Carja
- 1990: Stefan Mirica
- 1989: Gelu Popescu
- 1988: Cornel Pasnicu
- 1987: Calin-Ioan Gheorghiu et Titus Petrila
- 1986: Vlad Bally et Paltin Ionescu
- 1985: Vasile Branzanescu, Paul Flondor, Dan Polisevschi et Mihai Putinar
- 1984: Toma Albu et Mihnea Colțoiu
- 1984: Dan Vuza
- 1983: Mircea Puta (en) [16], Ion Chitescu et Eugen Popa
- 1982: Mircea Craioveanu et Mircea Puta
- 1981: Lucian Badescu
- 1980: Dumitru Gaspar, Costel Peligrad, Mihai Pimsner et Sorin Popa
- 1979: Dumitru Motreanu, Dorin Popescu et Ilie Valusescu
- 1978: Aurel Bejancu et Gheorghe Micula
- 1977: Alexandru Brezuleanu, Nicolae Radu et Ion Văduva
- 1976: Zoia Ceaușescu, Ion Cuculescu et Nicolae Popa
- 1975: Serban Stratila, Elena Stroescu et László Zsidó
- 1974: Ioana Cioranescu, Dan Pascali et Constantin Varsan
- 1973: Vasile Istratescu, Ioan Marusciac[17], Constantin Năstăsescu et Veniamin Urseanu
- 1972: Bernard Bereanu, Nicolae Pavel, Gustav Peeters et Elena Moldovan Popoviciu (en)
- 1971: Nicolae Popescu
- 1970: Viorel Barbu et Dorin Ieșan (ro)
- 1969: Ion Suciu
- 1968: Petru Caraman (ro)
- 1967: Constantin Apostol
- 1966: Dan Burghelea (en), Cabiria Andreian Cazacu et Aristide Deleanu (ro)
- 1965: Nicu Boboc (ro) et Alexandru Lascu
- 1964: Nicolae Dinculeanu (ro) et Ivan Singer (ro)
- 1963: Lazăr Dragoș (ro) et Martin Jurchescu (ro)[1]